# 75e division d'infanterie (Allemagne)
Pour les articles homonymes, voir 75e division d'infanterie.
La  75e division d'infanterie  (en allemand : 75. Infanterie-Division ou 75. ID) est une des divisions d'infanterie de l'armée allemande (Wehrmacht) durant la Seconde Guerre mondiale.

## Création
La 75. Infanterie-Division est formée le 26 août 1939 à Schwerin dans le Wehrkreis II en tant qu'élément de la 2. Welle (2e vague de mobilisation).

## Organisation

### Commandants
| Date                                 | Grade           | Commandant              |
| ------------------------------------ | --------------- | ----------------------- |
| 26 août 1939 - 5 septembre 1942      | Generalleutnant | Dipl.-Ing. Ernst Hammer |
| 5 septembre 1942 - 12 septembre 1942 | Generalleutnant | Erich Diestel           |
| 15 septembre 1942 - 9 juillet 1944   | Generalleutnant | Helmuth Beukemann       |
| 10 juillet 1944 - 5 avril 1945       | Generalmajor    | Karl Arning             |
| 6 avril 1945 - ?? mai 1945           | Generalmajor    | Lothar Berger           |
| ? mai 1945 - 8 mai 1945              | Oberst          | Gerhard Matthaiss       |

### Officiers d'opérations (Generalstabsoffiziere (Ia))
| Date                               | Grade               | Commandant             |
| ---------------------------------- | ------------------- | ---------------------- |
| 26 août 1939 - 5 février 1940      | Major i.G.          | Erich Helmdach         |
| 5 février 1940 - 3 octobre 1940    | Hauptmann i.G.      | Friedrich Schildknecht |
| 3 octobre 1940 - 1er décembre 1942 | Oberstleutnant i.G. | Kurt von Einem         |
| 1er décembre 1942 - 20 août 1944   | Oberstleutnant i.G. | Max von Groll          |
| 1er septembre 1944 - Mai 1945      | Oberstleutnant i.G. | Hans Schiele           |

## Théâtres d'opérations
- West Wall : Septembre 1939 - Mai 1940
- France : Mai 1940 - Juin 1941
- Front de l'Est, secteur Sud : Juin 1941 - Décembre 1944
  - 5 juillet au 23 août 1943 : bataille de Koursk
- Front de l'Est, secteur Centre : Décembre 1944 - Janvier 1945
- Pologne et Tchécoslovaquie : Janvier 1945 - Mai 1945

## Ordres de bataille
1939
- Infanterie-Regiment 172
- Infanterie-Regiment 202
- Infanterie-Regiment 222
- Aufklärungs-Abteilung 175
- Artillerie-Regiment 175
  - I. Abteilung
  - II. Abteilung
  - III. Abteilung
  - IV. Abteilung
- Pionier-Bataillon 175
- Panzerabwehr-Abteilung 175
- Nachrichten-Abteilung 175
- Versorgungseinheiten 175

1942
- Grenadier-Regiment 172
- Grenadier-Regiment 202
- Grenadier-Regiment 222
- Radfahr-Abteilung 175
- Artillerie-Regiment 175
  - I. Abteilung
  - II. Abteilung
  - III. Abteilung
  - IV. Abteilung
- Pionier-Bataillon 175
- Panzerjäger-Abteilung 175
- Nachrichten-Abteilung 175
- Feldersatz-Bataillon 175
- Versorgungseinheiten 175

1943-1945
- Grenadier-Regiment 172
- Füsilier-Regiment 202
- Grenadier-Regiment 222
- Füsilier-Bataillon 75
- Artillerie-Regiment 175
  - I. Abteilung
  - II. Abteilung
  - III. Abteilung
  - IV. Abteilung
- Pionier-Bataillon 175
- Panzerjäger-Abteilung 175
- Nachrichten-Abteilung 175
- Feldersatz-Bataillon 175
- Versorgungseinheiten 175

## Décorations
Des membres de cette division ont été récompensés à titre personnel pour leurs faits de guerre:
- Insigne de combat rapproché en Or
  - 1
- Agrafe de la liste d'honneur
  - 8
- Croix allemande
  - en Or : 108
  - en Argent : 2
- Croix de chevalier de la Croix de fer
  - 13